# Juri Georgijewitsch Skobow
Juri Georgijewitsch Skobow (russ. Юрий Георгиевич Скобов; * 13. März 1949 in Klimowo; † 5. August 2024) war ein sowjetischer Skilangläufer.

## Werdegang
Skobow hatte seinen ersten internationalen Erfolg bei den Junioreneuropameisterschaften 1968 in Morez. Dort gewann er die Goldmedaille über 15 km. Im folgenden wiederholte er dies in Bollnäs und holte zudem Gold mit der Staffel. Bei den Olympischen Winterspielen 1972 in Sapporo gewann er die Goldmedaille mit der Staffel. Zudem errang er dort den 15. Platz über 30 km und den fünften Platz über 15 km. Im März 1972 wurde er bei den Lahti Ski Games Vierter über 15 km. Im folgenden Jahr kam er bei den Svenska Skidspelen auf den dritten Platz mit der Staffel. Bei den Nordischen Skiweltmeisterschaften 1974 in Falun holte er die Silbermedaille mit der Staffel und siegte im Jahr 1975 bei den Svenska Skidspelen mit der Staffel. Bei den Olympischen Winterspielen 1976 in Innsbruck belegte er den 16. Platz über 15 km. Bei sowjetischen Meisterschaften siegte er zweimal über 15 km (1972, 1973) und jeweils einmal über 30 km (1972) und mit der Staffel (1974).
Skobow starb am 5. August 2024 im Alter von 75 Jahren.